# Les Petits Meurtres d'Agatha Christie
Les Petits Meurtres d'Agatha Christie est une série française de téléfilms policiers créée par Anne Giafferi et Murielle Magellan, inspirée des romans d'Agatha Christie, et diffusée du 9 janvier 2009 au 8 mars 2024 sur France 2.
La série est divisée en trois époques distinctes :
- de 2009 à 2012, la série met en scène le commissaire Jean Larosière (Antoine Duléry) et son adjoint l'inspecteur Émile Lampion (Marius Colucci) dans les années 1930 dans le Nord-Pas-de-Calais ;
- de 2013 à 2020, elle suit la journaliste Alice Avril (Blandine Bellavoir), le commissaire Swan Laurence (Samuel Labarthe) et sa secrétaire Marlène Leroy (Élodie Frenck) tout à la fin des années 1950, puis au début des années 1960 ;
- de 2021 à 2024, l'action est transposée dans les années 1970, avec la commissaire Annie Gréco (Émilie Gavois-Kahn), l'inspecteur Max Beretta (Arthur Dupont) et la psychologue Rose Bellecour (Chloé Chaudoye)[1].

## Synopsis
Les histoires sont une adaptation libre des romans d'Agatha Christie.
Dans la première saison, l'action se déroule dans les années 1930 dans le Nord-Pas-de-Calais. Les personnages principaux sont le commissaire Jean Larosière (Antoine Duléry), quinquagénaire volubile, séducteur et épicurien cultivé, et son adjoint l'inspecteur Émile Lampion (Marius Colucci), trentenaire homosexuel, timide et gaffeur, mais très attachant. Ce duo est inspiré de Hercule Poirot et du capitaine Hastings.
Dans la deuxième saison, l'action est transposée tout à la fin des années 1950 puis au début des années 1960. Les enquêteurs sont désormais la journaliste de La Voix du Nord Alice Avril (Blandine Bellavoir), curieuse et fonceuse mais envahissante ; le commissaire Swan Laurence (Samuel Labarthe), quadragénaire froid, sec et psychorigide mais cultivé, toujours élégant, distingué et séducteur ; la secrétaire du commissaire, Marlène Leroy (Élodie Frenck), belle, douce, attentionnée et sexy, mais très naïve.
La saison 3 se situe dans les années 1970, avec un nouveau trio formé par Annie Gréco (Émilie Gavois-Kahn), la première femme commissaire de France au caractère bien trempé, sarcastique et douée ; l'inspecteur Max Beretta, macho, sexiste, impulsif mais attachant (Arthur Dupont) ; et la psychologue débutante, douce et pugnace, Rose Bellecour (Chloé Chaudoye).

## Saison 1 (2009-2012) - Années 1930

### Distribution
Principaux
- Antoine Duléry : le commissaire Jean Larosière (11 épisodes)
- Marius Colucci : l'inspecteur Émile Lampion (11 épisodes)

Secondaires
- Serge Dubois : Ménard, policier (11 épisodes)
- Olivier Carré : Verdure, médecin légiste (5 épisodes)
- Flore Bonaventura puis Alice Isaaz : Juliette Larosière, fille de Jean Larosière (2 épisodes)

### Épisodes
Les épisodes sont diffusés du 9 janvier 2009 au 14 septembre 2012 sur France 2.
1. Les Meurtres ABC (basé sur A.B.C. contre Poirot) scénario et dialogues Jean-Luc Gaget
2. Am Stram Gram (basé sur Témoin indésirable)
3. La Plume empoisonnée (basé sur La Plume empoisonnée)
4. La Maison du péril (basé sur La Maison du péril)
5. Le Chat et les Souris (basé sur Le Chat et les Pigeons)
6. Je ne suis pas coupable (basé sur Je ne suis pas coupable)
7. Cinq Petits Cochons (basé sur Cinq Petits Cochons)
8. Le Flux et le Reflux (basé sur Le Flux et le Reflux)
9. Un cadavre sur l'oreiller (basé sur Un cadavre dans la bibliothèque)
10. Un meurtre en sommeil (basé sur La Dernière Énigme)
11. Le Couteau sur la nuque (basé sur Le Couteau sur la nuque)

## Saison 2 (2013-2020) - Années 1950-1960

### Distribution
Principaux
- Samuel Labarthe : Swan Laurence, commissaire (27 épisodes)
- Blandine Bellavoir : Alice Avril, journaliste à La Voix du Nord (27 épisodes)
- Élodie Frenck : Marlène Leroy, secrétaire (27 épisodes)

Secondaires
- Dominique Thomas : le commissaire divisionnaire Ernest Tricard (27 épisodes)
- Christophe Piret puis François Godart : Robert Jourdeuil, rédacteur en chef de La Voix du Nord (12 épisodes)
- Cyril Gueï : Dr Timothée Glissant dit « Tim », médecin légiste (13 épisodes)
- Éric Beauchamp : Martin, policier (14 épisodes)
- Marie Berto : Arlette Carmouille, secrétaire, puis policière (5 épisodes)
- Natacha Lindinger : Dr Euphrasie Maillol, médecin légiste (4 épisodes)

### Épisodes
Les épisodes sont diffusés du 29 mars 2013 au 16 octobre 2020 sur France 2.
1. Jeux de glaces (d'après Jeux de glaces)
2. Meurtre au champagne (d'après Meurtre au champagne)
3. Témoin muet (d'après Témoin muet)
4. Pourquoi pas Martin ? (d'après Pourquoi pas Evans ?)
5. Meurtre à la kermesse (d'après La Fête du potiron)
6. Cartes sur table (d'après Cartes sur table)
7. Le crime ne paie pas (d'après Le Crime du golf)
8. Pension Vanilos (d'après Pension Vanilos)
9. Un meurtre est-il facile ? (d'après Un meurtre est-il facile ?)
10. Mademoiselle McGinty est morte (d'après Mrs McGinty est morte)
11. Murder Party (d'après Un meurtre sera commis le...)
12. L'Étrange Enlèvement du petit Bruno (d'après la nouvelle L'Enlèvement de Johnnie Waverly)
13. Le Cheval pâle (d'après Le Cheval pâle)
14. L'Affaire Protheroe (d'après L'Affaire Protheroe)
15. La Mystérieuse Affaire de Styles (d'après La Mystérieuse Affaire de Styles)
16. Albert Major parlait trop (d'après Le major parlait trop)
17. L'Homme au complet marron (d'après L'Homme au complet marron)
18. Le miroir se brisa (d'après Le miroir se brisa)
19. Crimes haute couture (d'après La Troisième Fille)
20. Le Crime de Noël (scénario original)
21. Drame en trois actes (d'après Drame en trois actes)
22. Meurtres en solde (d'après Le Noël d'Hercule Poirot)
23. Mélodie mortelle (Très légèrement d'après Cinq heures vingt-cinq)
24. Ding Dingue Dong (d'après Les Vacances d'Hercule Poirot)
25. L'Heure zéro (d'après L'Heure zéro)
26. Rendez-vous avec la mort (d'après Rendez-vous avec la mort)
27. Un cadavre au petit déjeuner (scénario original/comédie musicale)

## Saison 3 (2021-2024) - Années 1970

### Distribution
Principaux
- Émilie Gavois-Kahn : Annie Gréco, commissaire
- Arthur Dupont : Maxime « Max » Beretta, inspecteur
- Chloé Chaudoye : Rose Bellecour, psychologue

Secondaires
- Saverio Maligno : l'inspecteur Râteau
- Alexandre Russo : l'inspecteur Cassard
- Quentin Baillot : le commissaire divisionnaire Servan Legoff
- Benoît Moret : Jacques Blum, médecin légiste
- Nicolas Lumbreras : Bob, le gérant hippie de l'hôtel
- Christèle Tual : Barbara Bellecour, la mère de Rose
- Grégoire Oestermann : Arnaud Bellecour, le père de Rose

### Épisodes
Les épisodes sont diffusés depuis le 29 janvier 2021 sur France 2. Le 13 février 2024, Sophie Révil annonce que Meurtres au Pensionnat sera le dernier épisode de la série, qui prendra donc fin le vendredi 8 mars 2024 après quinze années de diffusion.
Les épisodes de cette saison sont en majorité basés sur des scénarios originaux (hormis les épisodes 1 et 3). L'absence de la mention « (d'après...) » indique que l'épisode est librement inspiré des œuvres d'Agatha Christie, sans se focaliser sur un roman en particulier.
1. La Nuit qui ne finit pas (d'après La Nuit qui ne finit pas)
2. La Chambre noire[4],[5]
3. Le Vallon (d'après Le Vallon)
4. Mourir sur scène[6]
5. Quand les souris dansent[7]
6. Jusqu'à ce que la mort nous sépare
7. Meurtres du troisième type[8]
8. En un claquement de doigt[8]
9. Mortel Karma
10. Meurtres au pensionnat

## Production

### Développement
En novembre et décembre 2006, France 2 diffuse une mini-série de quatre épisodes, Petits Meurtres en famille, adaptée du roman Le Noël d'Hercule Poirot d'Agatha Christie. Dans ce feuilleton apparait pour la première fois le tandem constitué par les personnages du commissaire Larosière et de l'inspecteur Lampion. La série rencontre un grand succès critique et est suivie par une moyenne de 7,3 millions de téléspectateurs. La chaine décide donc de commander une série télévisée sous le nom de Les Petits Meurtres d'Agatha Christie qui adapte d'autres romans de Christie et qui met en scène le même duo d'enquêteurs.
Il est à noter qu'il y a une incompatibilité chronologique entre la mini-série de 2006 et la série de 2009. En effet, dans la mini-série, Lampion et Larosière se rencontrent pour la première et dernière fois, quelques mois avant le début de la Seconde Guerre mondiale, alors que dans la série qui suit, ils travaillent ensemble sur plusieurs affaires durant la période de l'entre-deux-guerres (à titre d'exemple, l'épisode La Maison du péril est clairement situé en 1936, et Am Stram Gram en 1934 comme l'atteste le journal).
La seconde incompatibilité chronologique est que Lampion soit âgé de 23 ans dans Petits Meurtres en famille, dont l'histoire se déroule en 1939 (il était dans la même classe que son ami Richard qui déclare avoir 23 ans). Cela signifierait que Lampion aurait 18 ans dans l'épisode Am stram gram qui se situe en 1934, ce qui est impensable.
En janvier 2012, Antoine Duléry et Marius Colucci annoncent leur départ de la série. Antoine Duléry explique que lui et Colucci ont fait le tour de leurs personnages et qu'« il faut partir quand il fait beau ». La production se met à la recherche d'un nouveau tandem d'acteurs.
En mars 2012, un nouveau duo naît : Blandine Bellavoir dans le rôle d'Alice Avril, une journaliste de La Voix du Nord, et Samuel Labarthe dans le rôle du commissaire Swan Laurence. Dans un rôle secondaire, Élodie Frenck interprète Marlène, la secrétaire personnelle du commissaire. L'action est désormais transposée à la fin des années 1950, avec une ambiance à la Mad Men. À partir du cinquième épisode écrit par Jean-Luc Gaget (Meurtre à la kermesse), le duo devient un trio du fait du développement du personnage de Marlène. Son interprète, Élodie Frenck, figure désormais au générique d'ouverture.
Au bout de sept ans et demi de diffusion, les acteurs et la production décident, d'un commun accord, de mettre un terme à la Saison 2, la production ayant du mal à concevoir des situations originales, et la distribution principale ayant des envies d'ailleurs.
En mars 2020, une nouvelle équipe se forme. Elle est composée d'Arthur Dupont, qui joue l'inspecteur Max Beretta, un policier aux méthodes peu conventionnelles, et d'Émilie Gavois-Kahn, dans le rôle de la première commissaire de France, Annie Greco. Chloé Chaudoye, qui interprète une psychologue issue d'un milieu aisé, vient compléter l'équipe. L'action se déroule en 1972, peu de temps après les événements de mai 1968.
Après quinze années de diffusion, Sophie Révil annonce la fin de la série, qui s'arrête brutalement par la diffusion du dixième épisode de la saison 3 : Meurtres au pensionnat. Il est diffusé le 8 mars 2024 sur France 2.
Le tournage de quatre épisodes de la série nécessite au total six mois de travail, dont plusieurs semaines de postproduction. La série représente l'un des plus gros budgets fiction de France Télévisions, le coût de fabrication d'un épisode s'élevant à 2,5 millions d'euros.

### Tournage
Les scènes se déroulant dans les décors permanents de la série (comme le commissariat ou l'agence de La Voix du Nord) sont tournées dans un studio de 1 500 m2 à Tourcoing (Nord). En 2016, la production doit déménager dans de nouveaux locaux (les anciens ayant été vendus) et s'installe dans un studio de 2 500 m2, toujours à Tourcoing. Plus grand, le nouveau studio permet d'y construire des décors temporaires au lieu de les concevoir sur d'autres sites.
Le premier épisode Am Stram Gram est tourné du 17 décembre 2007 au 18 janvier 2008. Cet épisode sera suivi par Les Meurtres ABC, tourné en avril 2008. Le tournage du troisième épisode (La Plume empoisonnée), réalisé par Éric Woreth, se déroule du 19 janvier au 18 février 2009, dans la région lilloise. Il est suivi au mois de juin par le tournage du quatrième épisode (La Maison du péril) en Picardie et au Nord-Pas-de-Calais, toujours réalisé par Éric Woreth. De nombreuses scènes sont tournées dans les villes d'Armentières et de Douai. Du 20 avril au 20 mai 2010 a lieu le tournage du sixième épisode (Je ne suis pas coupable). Les neuvième et dixième épisodes (Un cadavre sur l'oreiller et Un meurtre en sommeil) sont tournés fin avril 2011, et le onzième (Le Couteau sur la nuque) en octobre de la même année.
Le nouveau duo tourne le premier épisode de la deuxième saison (Jeux de glaces) du 25 mai au 25 juin 2012,. Le deuxième épisode (Meurtre au champagne) est tourné du 22 octobre au 21 novembre 2012,. Les onzième et douzième épisodes (Murder Party et L'Étrange Enlèvement du petit Bruno) sont tournés du 14 avril au 17 juin 2015. Le douzième épisode est notamment tourné au château d'Antoing, en Belgique. Les treizième et quatorzième épisodes (Le Cheval pâle et L'Affaire Protheroe) sont tournés d'octobre à décembre 2015,. Les quinzième et seizième épisodes (La Mystérieuse Affaire de Styles et Albert Major parlait trop) sont tournés quant à eux d'avril à juin 2016. Les deux épisodes suivants (Le miroir se brisa et L'Homme au complet marron) sont tournés d'octobre à décembre 2016, puis les épisodes 19 et 21, Crimes haute couture et Drame en trois actes sont tournés du 24 mai au 26 juillet 2017. Un épisode spécial Noël, Crime de Noël, s'est tourné tout au long du mois d'octobre pour une diffusion à Noël, puis un autre épisode intitulé Meurtres en solde, est tourné, notamment à la villa Cavrois, jusqu'au 1er décembre.
Les vingt-troisième et vingt-quatrième épisodes (Mélodie mortelle et Ding Dingue Dong) sont tournés dans le Nord entre le 5 avril et le 7 juin 2018.
Trois nouveaux épisodes sont tournés du 10 janvier au 24 avril 2019, dont un épisode spécial comédie musicale.
En mars 2019, France 2 a annoncé que de nouveaux épisodes seront tournés en 2020,,,.
Fin octobre 2019, le quotidien régional La Voix du Nord annonce que l'épisode Un cadavre au petit déjeuner, tourné sous forme de comédie musicale et qui sera diffusé en 2020, viendra clore « définitivement » la série des Petits Meurtres d'Agatha Christie, venant contredire les déclarations faites en mars 2019 par la chaîne. Cependant, quelques jours plus tard, France Télévisions annonce une nouvelle saison avec une nouvelle distribution, ancrant cette fois-ci les enquêtes dans les années 1970, le tournage est initialement prévu pour commencer début 2020.
Le 24 janvier 2020, il est annoncé par Escazal Films que l'hôpital de Lens servira de décor au commissariat de la saison 3 et que le tournage commencera le 16 mars. À cause de la pandémie de Covid-19, le tournage est finalement reporté. Dans une interview accordée à France 3 Hauts de France, Sophie Révil annonce que les tournages reprendront (ou plutôt commenceront) le 29 juin 2020 jusqu'au 28 août. Les troisième et cinquième épisodes, respectivement nommés Le Vallon et Quand les souris dansent, sont tournés du 19 octobre au 18 décembre 2020. Le tournage des quatrième et sixième épisodes, respectivement nommés Mourir sur scène et Jusqu'à ce que la mort nous sépare, a eu lieu du 19 avril au 25 juin 2021,. Les septième et huitième épisodes, respectivement nommés Meurtres du 3ème type et En un claquement de doigt, sont en tournage du 8 novembre 2021 au 18 janvier 2022 à Lille,.
Parallèlement, un deuxième documentaire sur la série a été tourné courant 2020. Ce documentaire a la particularité d'être centré sur les trois saisons et met en lumière des interviews ainsi que des extraits de tournage, remontant jusqu'à 2007. Il rassemble ainsi Antoine Dulery et Marius Colucci dans un premier temps, Samuel Labarthe, Blandine Bellavoir et Élodie Frenck dans un deuxième temps, puis Arthur Dupont, Émilie Gavois-Kahn et Chloé Chaudoye. Il est diffusé le 29 janvier 2021, après le premier épisode de la saison 3.
Les lieux de tournage de la série inspirent plusieurs circuits de ciné-tourisme à Roubaix, à Lille et à Tourcoing (en présence du comédien Dominique Thomas). Les studios, ceux de Tourcoing hier, de Lens désormais, sont ponctuellement ouverts au public, notamment lors du festival Séries Mania Off.

### Fiche technique
- Titre : Les Petits Meurtres d'Agatha Christie
- Création : Anne Giafferi et Murielle Magellan
- Réalisation : Éric Woreth (19 épisodes), Nicolas Picard-Dreyfuss (5 épisodes), Marc Angelo (4 épisodes), Rodolphe Tissot (3 épisodes), Olivier Panchot (2 épisodes), Christophe Campos (2 épisodes), Alexandre Coffre (2 épisodes), Didier Bivel (1 épisode), Stéphane Kappes (1 épisode) et Renaud Bertrand (1 épisode)
- Scénario : Sylvie Simon (14 épisodes), Thierry Debroux (8 épisodes), Jean-Luc Gaget (4 épisodes), Zina Modiano (3 épisodes), Jennifer Have (3 épisodes), Anne Peyrègne (1 épisode),Pierre Linhart (2 épisodes), Anne Giafferi et Muriel Magellan (1 épisode), Bruno Dega et Jeanne Le Guillou (1 épisode), Catherine Hoffmann et Bertrand Lorel (1 épisode), Flore Kosinetz et Hélène Lombard (2 épisodes), Eliane Montane et Thomas Mansuy (1 épisode) d'après les romans d'Agatha Christie
- Décors : Moundji Gaceb Couture, Jimmy Vansteenkiste
- Costumes : Marie-Laure Lasson, Amandine Catala, Charlotte Betaillole, Sophie Dussaud
- Photographie : Bertrand Mouly
- Montage : Loïc Jaspard, Thierry Rouden
- Musique : Stéphane Moucha
- Casting : Michael Laguens
- Générique : Romain Segaud
- Production : Denis Carot et Sophie Révil
- Sociétés de production : Escazal Films, avec la participation de France Télévisions
- Sociétés de distribution : France 2 (France)
- Pays d'origine :  France
- Langue originale : Français
- Format : couleur - 16/9 - Haute définition - son stéréo
- Genre : policier
- Durée : 90 minutes par épisode
- Date de première diffusion : France : 9 janvier 2009
- Date de dernière diffusion : France : 8 mars 2024
- Public : déconseillé aux moins de 10 ans.

### Diffusion internationale
La série est diffusée dans plusieurs pays :
- France : depuis le 9 janvier 2009 sur France 2, rediffusé sur Chérie 25, 13e rue et TV5 Monde ;
- Tchéquie : depuis 2010 sur TV Prima ;
- Belgique : depuis le 15 avril 2013 sur La Une[43] ;
- Brésil : depuis le 10 août 2013 sur TV Brasil, sous le titre Os Pequenos Crimes de Agatha Christie[44] ;
- Canada : sur TV5 Québec Canada[45] ;
- Espagne : depuis 2013 sur La 2, sous le titre Los pequeños asesinatos de Agatha Christie[46],[47] ;
- Finlande : depuis le 23 février 2011 sur la chaîne AVA, sous le titre Agatha Christien tarinat[48] ;
- Suisse : sur RTS Un ;
- Allemagne : depuis le 26 avril 2017 sur ONE ;
- Italie : 6 juillet 2017 sur Fox Crime sous le titre Little Murders by Agata Christie ;
- Australie : depuis 2018 sur SBS sous le titre Agatha Christie's Criminal Games ;
- États-Unis : depuis juillet 2016 sur MHz Choice sous le titre Agatha Christie's Criminal Games[49].

## Accueil

### Audiences
Les onze épisodes de la première saison attirent en moyenne 4,66 millions de téléspectateurs, soit 19 % de part d'audience. La meilleure audience est réalisée par le dixième épisode, Un meurtre en sommeil, diffusé le 17 février 2012, qui est suivi par 5,66 millions de téléspectateurs, soit 21,5 % de part de marché. Le troisième épisode, La Plume empoisonnée, diffusé le 11 septembre 2009, réalise la plus mauvaise audience de la saison attirant 4,03 millions de téléspectateurs, soit 16 % de part d'audience.
La deuxième saison est suivie en moyenne par 4,43 millions de téléspectateurs, soit 19,3 % du public. La meilleure audience est réalisée par le vingtième épisode, Crime de Noël, diffusé le 22 décembre 2017, qui attire 6,1 millions de téléspectateurs, soit 25,3 % de part de marché, un record historique pour la série. L'audience la moins élevée est réalisée par le cinquième épisode, Meurtre à la kermesse, diffusé le 26 septembre 2014, qui est suivi par 3,66 millions de téléspectateurs, soit 15 % de part d'audience.
La troisième saison connaît une audience plus faible en raison d'une mauvaise communication de la chaîne et n'est suivie en moyenne que par 3,79, soit 18,7 % de part de marché. La meilleure audience est réalisée par le premier épisode, La nuit qui ne finit pas, diffusé le 29 janvier 2021, qui attire 5,69 millions de téléspectateurs, soit 24,6 % de part de marché. L'audience la moins élevée, qui est également, toutes saisons confondues, la plus faible connue pour un épisode, est réalisée par le huitième, En un claquement de doigt, diffusé le 13 octobre 2023, qui est suivi par 2,77 millions de téléspectateurs, soit 13,8 % de part d'audience.

### Réception critique
La série obtient un score de 4,1 / 5 sur Allociné, basé sur 644 notes dont 71 critiques, et de 7,7 / 10 sur IMDb, basé sur 629 votes.
Télérama se rejouit de retrouver le duo d'enquêteurs Larosière-Lampion vu dans Petits Meurtres en famille, ainsi qu'une série mélangeant mystère et humour dans une ambiance des années 1930. Antoine Duléry est parfait en cousin français d'Hercule Poirot, et Marius Colucci est « irrésistible d'ingénuité et de burlesque ». Lors de la deuxième saison, Hélène Rochette trouve que Samuel Labarthe possède « le raffinement old school d'un Roger Moore », que l'impétuosité de Blandine Bellavoir fait mouche, mais que c'est Élodie Frenck qui « emporte la mise par sa vis comica ».
D'après un sondage OpinionWay pour TV Magazine, elle est la série française préférée des téléspectateurs en 2016 devant Profilage, diffusée sur TF1, Un village français, diffusée sur France 3, et Fais pas ci, fais pas ça, diffusée sur France 2. En 2017, elle est encore élue série française préférée des téléspectateurs devant Capitaine Marleau, diffusée sur France 3, et Joséphine ange gardien, diffusée sur TF1.

### Récompenses
- Festival des créations télévisuelles de Luchon 2013 : Pyrénées d’or de la meilleure série
- Festival de la fiction TV de La Rochelle 2013 : Prix jeune espoir féminin pour Élodie Frenck[56]
- Festival de la fiction TV de La Rochelle 2017 : Meilleure série 90 minutes ou collections[57]

## Analyse